# Eriksdal, Borgå
Eriksdal [-dá:l] (finska Eerola) är en by i den före detta kommunen Borgå landskommun (nuvarande staden Borgå), Östra Nyland, Södra Finlands län.